# Verwaltungsgemeinschaft Großhabersdorf
Die Verwaltungsgemeinschaft Großhabersdorf war eine Verwaltungsgemeinschaft (VG) im mittelfränkischen Landkreis Fürth. In ihr hatten sich die Gemeinden Großhabersdorf und Ammerndorf zur Erledigung ihrer Verwaltungsgeschäfte zusammengeschlossen.
Mit Wirkung ab 1. Januar 1998 wurde die Verwaltungsgemeinschaft auf Betreiben der Gemeinde Ammerndorf aufgelöst; seither unterhalten beide Gemeinden jeweils eigene Verwaltungen.
Der Sitz der Verwaltungsgemeinschaft war Großhabersdorf.
Der letzte Gemeinschaftsvorsitzende war der damalige Großhabersdorfer Bürgermeister Georg Lang (SPD).